# Nekrolog 1. Quartal 1911
Nekrolog
◄◄
| ◄
| 1907
| 1908
| 1909
| 1910
| 1911 | 1912 | 1913 | 1914 | 1915 | ► | ►►
1. Quartal |
2. Quartal |
3. Quartal |
4. Quartal 1911
Weitere Ereignisse | Allgemeiner Nekrolog 1911
Die Beschreibung der verstorbenen Person sollte so kurz wie möglich gehalten sein und nur deren signifikante Tätigkeit(en) enthalten.
Neue Namen ggf. auch unter dem Geburts- und Sterbedatum, also etwa unter 1. Januar und im Geburts- und Sterbejahr (2024) eintragen (nur bei entsprechender großer Wichtigkeit). Für Beispiele siehe die schon vorhandenen Artikel.
Außerdem über die fünf zuletzt Verstorbenen, zu denen es einen ausreichend guten Artikel für eine Präsentation auf der Hauptseite gibt, nach der todesbedingten Überarbeitung der Artikel ggf. auch unter Wikipedia Diskussion:Hauptseite informieren und sie am besten auch in den anderen Wikipedia-Sprachversionen eintragen. Tipp: Regelmäßig bei news.google.de nach „ist tot“, „gestorben“ oder „verstorben“ suchen.
Wenn eine Person gestorben ist, gibt es viele Seiten zu dieser Person in der Wikipedia, die davon auch betroffen sind und entsprechend aktualisiert werden müssen. Beispiele: Namenübersichtsseite, Geburtsjahr, Geburtsort-Seiten und viele mehr.
Wie finde ich die betroffenen Seiten?
Im Suchfeld auf der linken Seite gibt man den Suchbegriff so ein: „Vorname Nachname“. Dann klickt man auf Volltext und alle Seiten mit entsprechendem Suchtext werden aufgerufen. Hier sieht man dann schnell, wo auch das Todesjahr Sinn macht oder sogar ein Teil des Artikels angepasst werden muss. Auch hilft das „Werkzeug“ auf der linken Seite sehr gut, um solche Seiten aufzufinden: „Links auf diese Seite“. Somit ist die Wikipedia wieder aktuell in allen Bereichen! Hinweis: bei Eintragung der Kategorie „Gestorben JAHR“ wird der Missbrauchsfilter 49 ausgelöst, was jedoch nicht schlimm ist. Siehe: Spezial:Missbrauchsfilter/49
Dies ist eine Liste von im ersten Quartal 1911 verstorbenen bekannten Persönlichkeiten. Die Einträge erfolgen innerhalb der einzelnen Daten alphabetisch sortiert. Tiere sind im Nekrolog für Tiere zu finden.

## Januar
| Tag        | Name                                | Beruf, bekannt als                                                                        | Alter | Beleg |
| ---------- | ----------------------------------- | ----------------------------------------------------------------------------------------- | ----- | ----- |
| 1. Januar  | Campos Oliveira                     | mosambikanischer Schriftsteller                                                           | 63    |       |
| 1. Januar  | Alois Schmid                        | deutscher Politiker (Zentrum), MdR                                                        | 56    |       |
| 1. Januar  | Julius Schottländer                 | deutscher Gutsbesitzer                                                                    | 75    |       |
| 2. Januar  | Alexandros Papadiamantis            | griechischer Schriftsteller                                                               | 59    |       |
| 2. Januar  | Joseph Uphues                       | deutscher Bildhauer                                                                       | 60    |       |
| 2. Januar  | Henria Leech Williams               | englisch-britische Suffragette                                                            | 43    |       |
| 3. Januar  | Richard Collins, Baron Collins      | britischer Jurist                                                                         | 68    |       |
| 3. Januar  | Maximilian von Gagern               | hessischer Minister und Gesandter in Berlin und Bevollmächtigter zum Bundesrat            | 66    |       |
| 3. Januar  | François Lamorinière                | belgischer Maler                                                                          | 82    |       |
| 3. Januar  | Friedrich Mosler                    | deutscher Mediziner (Internist)                                                           | 79    |       |
| 4. Januar  | Stephen Benton Elkins               | US-amerikanischer Industrieller und Politiker                                             | 69    |       |
| 4. Januar  | Ludwig Jeep                         | deutscher klassischer Philologe                                                           | 64    |       |
| 4. Januar  | Francesco Segna                     | italienischer Priester, Kardinal der römisch-katholischen Kirche und Kardinalbibliothekar | 74    |       |
| 5. Januar  | Marcelina Darowska                  | polnische Nonne und Ordensgründerin                                                       | 83    |       |
| 5. Januar  | Werner von der Schulenburg          | deutscher Offizier und Politiker, MdR                                                     | 81    |       |
| 6. Januar  | Franz Christoph Erler               | österreichischer Bildhauer                                                                | 81    |       |
| 6. Januar  | Leo Müsch                           | deutscher Bildhauer                                                                       | 64    |       |
| 6. Januar  | Eugène d’Halwin de Piennes          | französischer Diplomat                                                                    | 85    |       |
| 6. Januar  | Hermann Pleuer                      | deutscher Maler des Impressionismus                                                       | 47    |       |
| 6. Januar  | Franz Schoenfeld                    | deutscher Chemiker und Industrieller                                                      | 76    |       |
| 7. Januar  | Rudolf Bullerjahn                   | städtischer Musikdirektor in Göttingen                                                    | 54    |       |
| 8. Januar  | Harfenjule                          | Berliner Straßensängerin und Stadtoriginal                                                | 81    |       |
| 8. Januar  | Aibara Shirō                        | japanischer Marineoffizier und Luftfahrtpionier                                           | 30    |       |
| 8. Januar  | Pietro Gori                         | italienischer Jurist, Journalist, Intellektueller und anarchistischer Dichter             | 45    |       |
| 8. Januar  | Emma Ihrer                          | deutsche Politikerin und Gewerkschafterin                                                 | 54    |       |
| 8. Januar  | Arnold Jung                         | deutscher Lokomotivfabrikant                                                              | 52    |       |
| 8. Januar  | Friedrich Meyer                     | deutscher Malermeister und Politiker, MdR                                                 | 70    |       |
| 8. Januar  | Louis Schönherr                     | deutscher Konstrukteur und Unternehmer                                                    | 93    |       |
| 9. Januar  | Carl Johan Jehander                 | schwedischer Eisenbahnbaumeister und Industrieller                                        | 77    |       |
| 9. Januar  | Edvard Rusjan                       | Luftfahrtpionier                                                                          | 24    |       |
| 9. Januar  | William Whiting                     | US-amerikanischer Politiker                                                               | 69    |       |
| 10. Januar | Antje Ball                          | niederländische Dichterin und Kohlenhändlerin                                             | 77    |       |
| 10. Januar | Philipp Köhler                      | deutscher Landwirt, Bürgermeister und Politiker (HBB), MdR                                | 51    |       |
| 11. Januar | Walpole G. Colerick                 | US-amerikanischer Politiker                                                               | 65    |       |
| 11. Januar | Gustav von Hayek                    | österreichischer Naturwissenschaftler, Ornithologe und Pädagoge                           | 74    |       |
| 11. Januar | Charles J. Hughes                   | US-amerikanischer Politiker                                                               | 57    |       |
| 11. Januar | Richard von Perger                  | österreichischer Komponist, Dirigent und Musikpädagoge                                    | 57    |       |
| 12. Januar | Georg Jellinek                      | österreichischer Staatsrechtler                                                           | 59    |       |
| 12. Januar | Samuel Montagu, 1. Baron Swaythling | britischer Politiker                                                                      | 78    |       |
| 12. Januar | Franz Eugen Schlachter              | Schweizer Evangelist und Übersetzer der Schlachter-Bibel                                  | 51    |       |
| 13. Januar | Ladislaus von Czachorski            | polnischer Maler                                                                          | 60    |       |
| 13. Januar | Willibald Nagel                     | deutscher Physiologe                                                                      | 40    |       |
| 13. Januar | Max Steinmetz                       | deutscher Architekt und Baumeister                                                        |       |       |
| 13. Januar | William H. Wade                     | US-amerikanischer Politiker                                                               | 75    |       |
| 15. Januar | Constantine Jacob Erdman            | US-amerikanischer Politiker                                                               | 64    |       |
| 15. Januar | Theophil Friedrich von Hack         | Stadtschultheiß von Stuttgart                                                             | 67    |       |
| 15. Januar | Julius Mayreder                     | österreichischer Architekt                                                                | 50    |       |
| 15. Januar | Henry Neßler                        | preußischer Offizier, zuletzt Generalmajor                                                | 59    |       |
| 15. Januar | Karl August Schneider               | deutscher Offizier, Bankier und Politiker (NLP), MdR                                      | 73    |       |
| 16. Januar | Wilhelm Berger                      | deutscher Komponist und Dirigent                                                          | 49    |       |
| 16. Januar | Noël Bernard                        | französischer Botaniker                                                                   | 36    |       |
| 16. Januar | Rudolf Goethe                       | deutscher Weinbaufachmann                                                                 | 67    |       |
| 16. Januar | Johannes Wenzel                     | deutscher Geistlicher und Politiker (Zentrum), MdR                                        | 68    |       |
| 17. Januar | Francis Galton                      | britischer Naturforscher und Schriftsteller                                               | 88    |       |
| 17. Januar | Gabriel Löwenstein                  | deutscher Politiker (SPD)                                                                 | 85    |       |
| 17. Januar | Dietrich von der Schulenburg        | deutscher Standesherr und Politiker                                                       | 61    |       |
| 18. Januar | Alois Erdtelt                       | deutscher Porträtmaler und Kunstpädagoge                                                  | 59    |       |
| 18. Januar | Karl Friedrich Otto Hetzer          | deutscher Hofzimmermeister sowie Erfinder und Unternehmer im thüringischen Weimar         | 64    |       |
| 18. Januar | Siegfried Samosch                   | deutscher Journalist, Reiseschriftsteller und Übersetzer                                  | 64    |       |
| 19. Januar | James McGrew                        | US-amerikanischer Politiker                                                               | 88    |       |
| 19. Januar | Adalbert Neischl                    | deutscher Geologe                                                                         | 57    |       |
| 20. Januar | Carl von Baur                       | deutscher Geologe und Paläontologe                                                        | 74    |       |
| 20. Januar | Hubert von Heyden                   | deutscher Maler                                                                           | 50    |       |
| 21. Januar | Solomon Robert Dresser              | US-amerikanischer Politiker                                                               | 68    |       |
| 21. Januar | Nicolas Gaucher                     | deutscher Pomologe und Baumschulbesitzer                                                  | 65    |       |
| 21. Januar | Wilhelm von Mörner                  | schwedisch-preußischer Maler                                                              | 79    |       |
| 22. Januar | Siegmund Lustgarten                 | österreichisch-amerikanischer Dermatologe                                                 | 53    |       |
| 22. Januar | Rudolf von Merkl                    | österreichischer General und Kriegsminister                                               | 79    |       |
| 22. Januar | Nicolay Nicolaysen                  | norwegischer Archäologe und Jurist                                                        | 94    |       |
| 23. Januar | John Thomas Blight                  | britischer Altertumsforscher                                                              | 75    |       |
| 23. Januar | Wilhelm Bucholtz                    | deutscher Landrat                                                                         | 80    |       |
| 23. Januar | Ludwig von Jazdzewski               | polnischer katholischer Theologe; Mitglied des Preußischen Abgeordnetenhauses, MdR        | 72    |       |
| 24. Januar | Charlie Barr                        | US-amerikanischer Segelsportler                                                           |       |       |
| 24. Januar | Alois von Funke                     | österreichischer Politiker                                                                | 77    |       |
| 24. Januar | Conrad von Hugo                     | preußischer General der Infanterie                                                        | 67    |       |
| 24. Januar | Johannes Jacobskötter               | deutscher Schneidermeister und Politiker, MdR                                             | 71    |       |
| 24. Januar | Kōtoku Shūsui                       | japanischer Anarchist                                                                     |       |       |
| 24. Januar | Cornelius Krieg                     | deutscher Theologe und Hochschullehrer, Professor für Pastoraltheologie und Pädagogik     | 72    |       |
| 24. Januar | Heinrich Mayr                       | deutscher Botaniker                                                                       | 56    |       |
| 24. Januar | David Graham Phillips               | US-amerikanischer Schriftsteller und Journalist                                           | 43    |       |
| 24. Januar | Otto Sartorius                      | deutscher Weinbauunternehmer und Politiker (FVp), MdR                                     | 69    |       |
| 25. Januar | Alois Kirnig                        | böhmischer Landschaftsmaler                                                               | 70    |       |
| 25. Januar | Emil Münsterberg                    | deutscher Verwaltungsjurist und Sozialwissenschaftler                                     | 55    |       |
| 26. Januar | Friedrich Arnd                      | deutscher Publizist                                                                       | 71    |       |
| 26. Januar | Charles Dilke, 2. Baronet           | britischer Politiker                                                                      | 67    |       |
| 26. Januar | John Lockwood Kipling               | englischer Architekt, Bildhauer und Illustrator                                           | 73    |       |
| 26. Januar | Eduard Presser                      | deutscher Dichter                                                                         | 68    |       |
| 26. Januar | Carl Wilhelm Emil Quandt            | evangelischer Pfarrer und Superintendent                                                  | 75    |       |
| 26. Januar | James R. Toberman                   | US-amerikanischer Politiker                                                               | 74    |       |
| 27. Januar | Joseph Humphrey Sloss               | US-amerikanischer Rechtsanwalt und Politiker                                              | 84    |       |
| 28. Januar | August Aschinger                    | deutscher Unternehmer                                                                     | 48    |       |
| 28. Januar | Carl Robert Lessing                 | deutscher Jurist und Zeitungsverleger                                                     | 83    |       |
| 28. Januar | John MacWhirter                     | schottischer Maler                                                                        | 73    |       |
| 28. Januar | Alban von Montbé                    | sächsischer General der Infanterie                                                        | 89    |       |
| 28. Januar | Carl Parrot                         | deutscher Ornithologe und Gynäkologe                                                      | 43    |       |
| 28. Januar | Maurice Yvon                        | französischer Architekt                                                                   | 53    |       |
| 29. Januar | Adolf von Kröner                    | deutscher Verleger und Vorsitzender des Börsenverein der Deutschen Buchhändler            | 74    |       |
| 29. Januar | Wilhelm Wilmanns                    | deutscher Germanist                                                                       | 68    |       |
| 30. Januar | Theodor Christomannos               | Fremdenverkehrspionier in Südtirol                                                        | 56    |       |
| 30. Januar | Emil Hundrieser                     | deutscher Bildhauer                                                                       | 64    |       |
| 30. Januar | Heinrich Oberländer                 | deutscher Theaterschauspieler und Schauspiellehrer des 19. Jahrhunderts                   | 76    |       |
| 31. Januar | Giuseppe Damiani Almeyda            | italienischer Architekt                                                                   | 76    |       |
| 31. Januar | Christian Maximilian Baer           | deutscher Stillleben-, Historien- und Genremaler                                          | 57    |       |
| 31. Januar | Paul Singer                         | deutscher Fabrikant und Politiker (SPD), SPD-Mitbegründer, Vorsitzender und MdR           | 67    |       |
|            | Alexander von Siebold               | deutscher Übersetzer und Dolmetscher                                                      | 64    |       |

## Februar
| Tag         | Name                                    | Beruf, bekannt als                                                                                            | Alter | Beleg |
| ----------- | --------------------------------------- | --- | ----- | ----- |
| 1. Februar  | Bernhard Gerth                          | deutscher Klassischer Philologe und Gymnasiallehrer                                                           | 66    |       |
| 1. Februar  | Charles S. Sperry                       | US-amerikanischer Konteradmiral                                                                               | 63    |       |
| 1. Februar  | Richard Stern                           | deutscher Arzt                                                                                                | 45    |       |
| 2. Februar  | Gustav Braun                            | österreichischer Gynäkologe und Geburtshelfer                                                                 | 81    |       |
| 2. Februar  | Charles Méray                           | französischer Mathematiker                                                                                    | 75    |       |
| 2. Februar  | Ángel de Ruata y Sichar                 | spanischer Diplomat                                                                                           |       |       |
| 3. Februar  | Arthur Birch                            | britischer Jockey                                                                                             |       |       |
| 3. Februar  | Christian Bohr                          | dänischer Physiologe                                                                                          | 55    |       |
| 3. Februar  | Julius Pock                             | österreichischer Alpinist                                                                                     |       |       |
| 3. Februar  | Hieronymus Pol                          | deutscher und niederländischer Lehrer, Germanist und Hochschullehrer                                          | 58    |       |
| 4. Februar  | Piet Cronjé                             | burischer General                                                                                             | 74    |       |
| 4. Februar  | Dominik Ertl                            | österreichischer Komponist und späterer Kapellmeister der Hoch- und Deutschmeister                            | 53    |       |
| 4. Februar  | Wilhelm Frey                            | deutscher Maler und Museumsdirektor                                                                           | 84    |       |
| 4. Februar  | Friedrich Fuchs                         | deutscher Arzt                                                                                                | 70    |       |
| 4. Februar  | Mario Adinolfo Lucchesi-Palli           | italienischer Diplomat, Gründungsmitglied des Internationalen Olympischen Komitees (IOC)                      | 70    |       |
| 4. Februar  | Hermann von Schenck                     | preußischer Generalleutnant                                                                                   | 86    |       |
| 4. Februar  | Valentin Umbeck                         | deutscher evangelischer Theologe und Generalsuperintendent Kirchenprovinz Rheinland                           | 68    |       |
| 5. Februar  | Julius Wilhelm Brühl                    | Chemiker | 60    |       |
| 5. Februar  | Walter D. Guilbert                      | US-amerikanischer Politiker                                                                                   | 66    |       |
| 5. Februar  | Karl von Großheim                       | deutscher Architekt                                                                                           | 69    |       |
| 5. Februar  | Paul Letocha                            | deutscher Jurist und Politiker (Zentrum), MdR                                                                 | 77    |       |
| 5. Februar  | Adolf Bernhard Meyer                    | deutscher Naturwissenschaftler und Anthropologe                                                               | 70    |       |
| 6. Februar  | Johann Christoph Ballmer                | Schweizer Politiker                                                                                           | 81    |       |
| 6. Februar  | Morteza Qoli Chan Hedayat               | Erster Parlamentspräsident (1906), Irans Premierminister (1909)                                               |       |       |
| 6. Februar  | Thomas J. Henderson                     | US-amerikanischer Politiker                                                                                   | 86    |       |
| 6. Februar  | Eberhard Weller                         | deutscher Reichsgerichtsrat                                                                                   | 65    |       |
| 7. Februar  | Valentin Blättler                       | Schweizer Politiker                                                                                           | 73    |       |
| 7. Februar  | Friedrich Franz Conradi                 | hessischer Richter und Politiker, Landtagsabgeordneter Großherzogtum Hessen                                   | 82    |       |
| 7. Februar  | Pieter Dupont                           | niederländischer Kupferstecher, Radierer, Zeichner und Maler                                                  | 40    |       |
| 7. Februar  | Oskar Theodor Kuntze                    | deutscher Jurist und Politiker, Oberbürgermeister von Plauen, MdL                                             | 83    |       |
| 7. Februar  | William N. Whiteley                     | US-amerikanischer Unternehmer und technischer Pionier bei der Konstruktion von landwirtschaftlichen Maschinen | 76    |       |
| 8. Februar  | Joaquín Costa                           | spanischer Politiker, Jurist, Ökonomist und Historiker                                                        | 64    |       |
| 8. Februar  | Gustaf Fröding                          | schwedischer Lyriker                                                                                          | 50    |       |
| 9. Februar  | Bernhard Ludwig Suphan                  | deutscher Literaturwissenschaftler                                                                            | 66    |       |
| 10. Februar | Morten Müller                           | norwegischer Landschaftsmaler                                                                                 | 82    |       |
| 10. Februar | Hermann Prietze                         | deutscher Bergwerksdirektor und Politiker (NLP), MdR                                                          | 71    |       |
| 10. Februar | José Celestino da Silva                 | portugiesischer Gouverneur von Portugiesisch-Timor                                                            | 62    |       |
| 10. Februar | Hiram A. Tuttle                         | US-amerikanischer Politiker                                                                                   | 73    |       |
| 11. Februar | Emil Jacobsen                           | deutscher Chemiker und Schriftsteller                                                                         | 74    |       |
| 11. Februar | Heinrich Kralik von Meyrswalden         | böhmischer Glasfabrikant                                                                                      | 70    |       |
| 11. Februar | Isidre Nonell                           | katalanischer Maler, Zeichner und Karikaturist                                                                | 38    |       |
| 11. Februar | Albert Salomon Anselm von Rothschild    | österreichischer Bankier                                                                                      | 66    |       |
| 11. Februar | Franz Ernst Schütte                     | deutscher Kaufmann und Ölimporteur                                                                            | 74    |       |
| 12. Februar | Milton J. Durham                        | US-amerikanischer Politiker                                                                                   | 86    |       |
| 12. Februar | Maximilian von Engelbrechten            | preußischer Offizier, zuletzt Generalleutnant                                                                 | 59    |       |
| 13. Februar | Thomas von Kozlowski                    | deutscher Rittergutsbesitzer und Politiker, MdR                                                               | 71    |       |
| 15. Februar | Theodor Escherich                       | deutsch-österreichischer Kinderarzt und Bakteriologe                                                          | 53    |       |
| 15. Februar | Alois Schloffer                         | österreichischer Politiker und Advokat                                                                        | 78    |       |
| 16. Februar | Theodor Bock                            | deutscher Kaufmann und Politiker                                                                              | 72    |       |
| 16. Februar | Josef Echinger                          | deutscher Posthalter, Bürgermeister und Politiker, MdR                                                        | 69    |       |
| 16. Februar | Agnes Günther                           | deutsche Schriftstellerin                                                                                     | 47    |       |
| 16. Februar | George Hires                            | US-amerikanischer Politiker                                                                                   | 76    |       |
| 16. Februar | Hans von Lucke                          | deutscher Verwaltungsbeamter, Rittergutsbesitzer und Parlamentarier                                           | 68    |       |
| 16. Februar | Michael August Schichtl                 | bayerischer Schausteller                                                                                      | 59    |       |
| 17. Februar | Samuel Benton Callahan                  | US-amerikanischer Jurist und Politiker sowie Offizier in der Konföderiertenarmee                              | 78    |       |
| 17. Februar | Christian Colberg                       | deutscher (Hof-)Fotograf in Bad Oeynhausen                                                                    | 52    |       |
| 17. Februar | William Paine Lord                      | US-amerikanischer Jurist und Politiker                                                                        | 72    |       |
| 17. Februar | John May Taylor                         | US-amerikanischer Politiker                                                                                   | 72    |       |
| 17. Februar | Viktor Paul Mohn                        | deutscher Maler und Illustrator                                                                               | 68    |       |
| 18. Februar | Theodor Braun                           | deutscher Theologe                                                                                            | 78    |       |
| 18. Februar | Julius Naeher                           | deutscher Chemiker                                                                                            | 86    |       |
| 18. Februar | Moritz Maria Weittenhiller              | österreichischer Genealoge und Heraldiker                                                                     | 63    |       |
| 19. Februar | Frédéric Samuel Cordey                  | französischer Maler                                                                                           | 56    |       |
| 19. Februar | Walter Gropius senior                   | deutscher Architekt und preußischer Baubeamter                                                                | 62    |       |
| 19. Februar | Paul Morton                             | US-amerikanischer Politiker                                                                                   | 53    |       |
| 19. Februar | Nicolai von Wilm                        | deutscher Musiker und Komponist                                                                               | 76    |       |
| 20. Februar | Amos L. Allen                           | US-amerikanischer Politiker                                                                                   | 73    |       |
| 20. Februar | Carl Friedrich von Schall               | württembergischer Politiker                                                                                   | 67    |       |
| 21. Februar | Giuseppe Astuni                         | italienischer römisch-katholischer Geistlicher und Bischof                                                    | 80    |       |
| 21. Februar | Francesco Biangardi                     | italienischer Bildhauer                                                                                       | 78    |       |
| 21. Februar | Matthew Henry Richey                    | kanadischer Politiker, Vizegouverneur von Nova Scotia                                                         | 82    |       |
| 21. Februar | Atenógenes Silva y Álvarez Tostado      | mexikanischer Geistlicher, Erzbischof von Michoacán                                                           | 62    |       |
| 21. Februar | Eugène Vast                             | französischer Organist und Komponist                                                                          | 77    |       |
| 22. Februar | William Lewis Cabell                    | General der Konföderierten Staaten von Amerika im Amerikanischen Bürgerkrieg                                  | 84    |       |
| 22. Februar | Frances Harper                          | amerikanische Dichterin                                                                                       | 85    |       |
| 22. Februar | Carl Fredrik Hill                       | schwedischer Landschaftsmaler, Zeichner, Impressionist                                                        | 61    |       |
| 22. Februar | Josef Schindler                         | böhmischer Kirchenhistoriker und Hochschullehrer                                                              | 75    |       |
| 22. Februar | Kurt Witthauer                          | deutscher Internist                                                                                           | 45    |       |
| 23. Februar | Jean Jules Brun                         | französischer Generalmajor, Kriegsminister                                                                    | 61    |       |
| 23. Februar | Michael Mayer                           | deutscher Tischlermeister, Bildhauer und Politiker (Zentrum), MdR                                             | 74    |       |
| 23. Februar | Quanah Parker                           | US-amerikanischer Comanchenhäuptling                                                                          |       |       |
| 23. Februar | Josefina Vannini                        | italienische Ordensgründerin und Selige                                                                       | 51    |       |
| 24. Februar | Horst Brunnemann                        | sächsischer Montanwissenschaftler                                                                             | 74    |       |
| 24. Februar | Hans Demiani                            | sächsischer Beamter und Zinnsammler                                                                           | 53    |       |
| 24. Februar | Karl Paschen                            | deutscher Marineoffizier, zuletzt Admiral                                                                     | 75    |       |
| 24. Februar | Karl Wippermann                         | deutscher Publizist, Privatdozent und Politiker                                                               | 79    |       |
| 25. Februar | Jules Bouval                            | französischer Organist und Komponist                                                                          | 43    |       |
| 25. Februar | Friedrich Wilhelm Feldmann              | deutscher Bauunternehmer                                                                                      | 64    |       |
| 25. Februar | Henry Fowler, 1. Viscount Wolverhampton | britischer Politiker (Liberal Party)                                                                          | 80    |       |
| 25. Februar | Friedrich Spielhagen                    | deutscher Schriftsteller                                                                                      | 82    |       |
| 25. Februar | Fritz von Uhde                          | sächsischer Kavallerieoffizier und Maler                                                                      | 62    |       |
| 26. Februar | Ludwig Gottsleben                       | österreichischer Schauspieler und Schriftsteller                                                              | 74    |       |
| 27. Februar | John Lee Carroll                        | US-amerikanischer Politiker                                                                                   | 80    |       |
| 27. Februar | Gustav von Diest                        | deutscher Politiker, MdR, Regierungspräsident in Merseburg                                                    | 84    |       |
| 28. Februar | Anton von Oertzen                       | deutscher Oberforstmeister und Politiker, MdR                                                                 | 74    |       |
| 28. Februar | Ferdinand Regelsberger                  | deutscher Jurist und Hochschullehrer                                                                          | 79    |       |

## März
| Tag      | Name                                 | Beruf, bekannt als | Alter | Beleg |
| -------- | ------------------------------------ | --- | ----- | ----- |
| 1. März  | Benjamin F. Alexander                | US-amerikanischer Politiker                                                                                               | 62    |       |
| 1. März  | Joseph Auer                          | Komponist | 56    |       |
| 1. März  | Günther Bartel                       | deutscher Pianist, Cellist und Komponist                                                                                  | 77    |       |
| 1. März  | Jacobus Henricus van ’t Hoff         | niederländischer Chemiker                                                                                                 | 58    |       |
| 2. März  | Paul Max Bertschy                    | deutscher Architekt | 71    |       |
| 2. März  | Charlotte Bournonville               | dänische Opernsängerin und Schauspielerin                                                                                 | 78    |       |
| 2. März  | Carl Emeis                           | deutscher Provinzialforstdirektor                                                                                         | 80    |       |
| 2. März  | Friedrich Goll                       | deutsch-schweizerischer Orgelbauer                                                                                        | 71    |       |
| 2. März  | Hendrik Jacobus Hamaker              | niederländischer Rechtswissenschaftler                                                                                    | 66    |       |
| 3. März  | Balthasar von Daller                 | bayerischer katholischer Geistlicher, Lehrer und Abgeordneter                                                             | 76    |       |
| 4. März  | Ellen Colfax                         | Second Lady der Vereinigten Staaten                                                                                       | 74    |       |
| 4. März  | José Valentim Fialho de Almeida      | portugiesischer Schriftsteller und Journalist                                                                             | 53    |       |
| 5. März  | Ferdinand Lohmeyer                   | deutscher Chirurg und Hochschullehrer                                                                                     | 84    |       |
| 5. März  | Gottlob Theuerkauf                   | deutscher Maler und Lithograf                                                                                             | 78    |       |
| 6. März  | Mary Anne Barker                     | britisch-neuseeländische Schriftstellerin                                                                                 | 80    |       |
| 6. März  | Hermann Jakob Dingelstad             | deutscher Theologe und katholischer Bischof von Münster                                                                   | 76    |       |
| 6. März  | Wilhelm Lindeck                      | deutscher Bankier | 77    |       |
| 6. März  | Charles B. Lore                      | US-amerikanischer Jurist und Politiker                                                                                    | 79    |       |
| 6. März  | William Worrall Mayo                 | englischer Arzt und Chemiker                                                                                              | 91    |       |
| 6. März  | Franziska Streitel                   | Gründerin der „Kongregation der Schwestern der schmerzhaften Mutter“                                                      | 66    |       |
| 7. März  | Antonio Fogazzaro                    | italienischer Schriftsteller und Dichter                                                                                  | 68    |       |
| 7. März  | Albert von Heß                       | deutscher Jurist und Politiker                                                                                            | 74    |       |
| 7. März  | Friedrich August Saebelmann          | estnischer Komponist | 59    |       |
| 8. März  | Auguste von Bärndorf                 | deutsche Schauspielerin                                                                                                   | 87    |       |
| 8. März  | Ernst Falkenthal                     | Kaiserlicher Kommissar in der ehemaligen deutschen Kolonie Togoland                                                       | 52    |       |
| 9. März  | Le Gage Pratt                        | US-amerikanischer Politiker                                                                                               | 58    |       |
| 9. März  | Otto Puchstein                       | deutscher Klassischer Archäologe                                                                                          | 54    |       |
| 9. März  | Adolf von Randow                     | deutscher Bildhauer, Bankier und Mitglied des Landtages der Rheinprovinz                                                  | 82    |       |
| 10. März | Marcus C. L. Kline                   | US-amerikanischer Politiker                                                                                               | 55    |       |
| 11. März | Ernst Brenner                        | Schweizer Politiker | 54    |       |
| 11. März | Wilhelm Hölscher                     | deutscher evangelischer Theologe, Pfarrer an der Leipziger Nikolaikirche                                                  | 65    |       |
| 11. März | Leopold Messerschmidt                | deutscher Altorientalist                                                                                                  | 40    |       |
| 11. März | Dragan Zankow                        | bulgarischer Politiker und Ministerpräsident                                                                              | 82    |       |
| 12. März | Karl Leitner                         | österreichischer Bankier und Unternehmer                                                                                  | 55    |       |
| 12. März | Peter Conrad Nagel                   | deutsch-amerikanischer katholischer Priester                                                                              | 85    |       |
| 12. März | Augusto Pierantoni                   | italienischer Jurist und Politiker                                                                                        | 70    |       |
| 13. März | Jacob Maarten van Bemmelen           | niederländischer Chemiker                                                                                                 | 80    |       |
| 13. März | Henry Pickering Bowditch             | US-amerikanischer Physiologe                                                                                              | 70    |       |
| 13. März | Richard Wunsch                       | deutscher Mediziner und Leibarzt am koreanischen Kaiserhof                                                                | 41    |       |
| 14. März | Michael Huber                        | deutscher Geistlicher und Politiker (Zentrum), MdR                                                                        | 69    |       |
| 14. März | John H. Rice                         | US-amerikanischer Politiker                                                                                               | 95    |       |
| 14. März | William H. West                      | US-amerikanischer Jurist und Politiker                                                                                    | 87    |       |
| 15. März | William D. Bloxham                   | US-amerikanischer Politiker                                                                                               | 75    |       |
| 16. März | Mathias Frickel                      | deutscher Maler | 77    |       |
| 16. März | Robert Louis August Maximilian Gürke | deutscher Botaniker und Kakteenspezialist                                                                                 | 56    |       |
| 16. März | Legrand W. Perce                     | US-amerikanischer Politiker                                                                                               | 74    |       |
| 17. März | Philemon Adriet                      | französischer Oboist, Militärkapellmeister, Lieutenant und Komponist                                                      | 74    |       |
| 17. März | Adin B. Capron                       | US-amerikanischer Politiker                                                                                               | 70    |       |
| 17. März | Carl Elsasser                        | deutscher Kommunalpolitiker, Abteilungsleiter im Reichspostamt, Mitglied des kaiserlichen Patentamtes                     | 88    |       |
| 17. März | Friedrich Haase                      | deutscher Schauspieler, Regisseur und Theaterdirektor                                                                     | 85    |       |
| 17. März | Kostjantyn Kryschyzkyj               | ukrainisch-russischer Landschaftsmaler                                                                                    | 52    |       |
| 17. März | August Lucae                         | deutscher Arzt und Otologe                                                                                                | 75    |       |
| 18. März | John Attfield                        | englischer Chemiker | 75    |       |
| 18. März | John Attfield                        | englischer Chemiker | 75    |       |
| 18. März | Richard Chaffey Baker                | australischer Politiker, erster Präsident des Australischen Senats und Präsident des South Australian Legislative Council | 68    |       |
| 18. März | Pawlo Schytezkyj                     | ukrainischer Philologe, Linguist, Lexikograf und Ethnograf                                                                | 73    |       |
| 18. März | Johann Wolf                          | deutscher Orgelbauer | 73    |       |
| 18. März | Carl Johann Christian Zimmermann     | deutscher Architekt und Baubeamter                                                                                        | 79    |       |
| 19. März | Ernest Crofts                        | englischer Maler | 63    |       |
| 19. März | Julius Grillo                        | deutscher Industrieller und Vorstand der Grillo-Werke                                                                     | 61    |       |
| 19. März | George E. Harris                     | US-amerikanischer Politiker                                                                                               | 84    |       |
| 20. März | Jean-Théodore Radoux                 | belgischer Komponist und Dirigent                                                                                         | 75    |       |
| 21. März | Saturnin Arloing                     | französischer Tierarzt, Mikrobiologe, Tuberkuloseforscher und Hochschullehrer                                             | 65    |       |
| 21. März | Marie Reinders                       | deutsche Pädagogin | 44    |       |
| 22. März | Désiré Girouard                      | kanadischer Jurist und Politiker                                                                                          | 74    |       |
| 22. März | August Prechtl                       | Bürgermeister von Weiden                                                                                                  | 50    |       |
| 22. März | Reinhard Kekulé von Stradonitz       | deutscher Klassischer Archäologe                                                                                          | 72    |       |
| 23. März | Godfried Marschall                   | österreichischer katholischer Weihbischof und Generalvikar                                                                | 70    |       |
| 23. März | Oscar Roty                           | französischer Bildhauer, Zeichner, Graveur und Medailleur                                                                 | 64    |       |
| 23. März | Eduard Zacharias                     | deutscher Botaniker | 58    |       |
| 24. März | Maria Serafina del Sacro Cuore       | italienische Ordensgründerin und Selige                                                                                   | 61    |       |
| 24. März | Philipp Gosset                       | britisch-schweizerischer Ingenieur, Alpinist, Glaziologe und Landschaftsgärtner                                           | 73    |       |
| 24. März | Eduard Messow                        | deutscher Architekt und Baubeamter                                                                                        | 82    |       |
| 25. März | Franz von Falkenstein                | württembergischer Oberamtmann                                                                                             | 58    |       |
| 26. März | Friedrich Blaschke                   | österreichischer Paläontologe                                                                                             | 27    |       |
| 26. März | Wilhelm Götz                         | deutscher Lehrer und Geograph                                                                                             | 66    |       |
| 28. März | Samuel Franklin Emmons               | US-amerikanischer Geologe                                                                                                 | 69    |       |
| 28. März | Karl Konrad Tschira                  | deutscher Fotograf | 42    |       |
| 29. März | Franz Burgers                        | deutscher Konstrukteur und Manager in der Montanindustrie                                                                 | 65    |       |
| 29. März | Alexandre Guilmant                   | französischer Organist und Komponist                                                                                      | 74    |       |
| 29. März | Rudolph von Monschaw                 | deutscher Offizier, Landwirt und Abgeordneter                                                                             | 85    |       |
| 30. März | Pellegrino Artusi                    | italienischer Literaturkritiker und Feinschmecker                                                                         | 90    |       |
| 30. März | Ellen Swallow Richards               | US-amerikanische Chemikerin und Ökologin                                                                                  | 68    |       |
| 30. März | Thomas Whitelegg                     | britischer Eisenbahningenieur                                                                                             |       |       |
| 31. März | Ella Magnussen                       | deutsche Malerin | 63    |       |
| 31. März | August Eduard Schliecker             | deutscher Landschaftsmaler, Architekturmaler und Vedutenmaler der Düsseldorfer und Münchner Schule                        | 77    |       |
|          | Adolf Kiepert                        | Autor, Verleger und Hofbuchhändler in Hannover                                                                            | 66    |       |